# The Memoirs of Sherlock Holmes

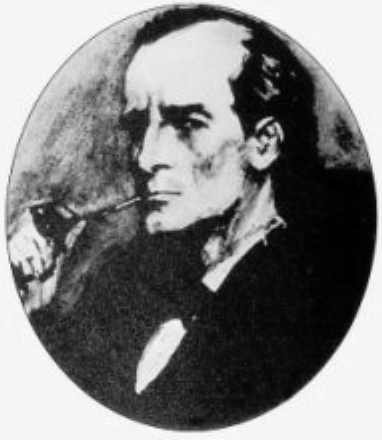
O detetive Sherlock Holmes

The Memoirs of Sherlock Holmes (no Brasil, As Memórias de Sherlock Holmes) é uma coletânea de onze contos de histórias do detetive Sherlock Holmes, publicada em 1894. Escritos por Sir Arthur Conan Doyle, foram originalmente publicados na revista Strand Magazine, de dezembro de 1892 a dezembro de 1893. 
No entanto, o conto publicado em janeiro de 1893, A Caixa de Papelão, não fez parte desta coletânea, só sendo incluído no livro O último adeus de Sherlock Holmes de 1917. Portanto, temos neste livro a décima quinta e da décima sétima à vigésima sexta das 62 histórias (4 romances e 58 contos) "oficiais" de Sherlock Holmes, ou seja, escritas por Conan Doyle.
No último conto, O Problema Final, o autor "mata" Sherlock Holmes para poder se dedicar a gêneros literários mais "sérios", por exemplo, os romances históricos, mas diante da reação negativa do público, o detetive seria "ressuscitado" em outubro de 1903 em A Casa Vazia, conto incluído no livro A Volta de Sherlock Holmes. 

## As Memórias
1. O Estrela de Prata (Silver Blaze) - Dezembro de 1892. Sherlock Holmes investiga o desaparecimento do cavalo de corridas Silver Blaze e a morte de seu treinador.
2. A Face Amarela (The Yellow Face) - Fevereiro de 1893. O Sr. Grant Munro recorre ao detetive porque está preocupado com o comportamento estranho recente de sua mulher.
3. O Escriturário da Corretagem (The Adventure of the Stockbroker's Clerk) - Março de 1893. O sr. Pycroft recebe uma oferta de emprego que é boa demais para ser verdade.
4. A Tragédia do Gloria Scott (The "Gloria Scott") - Abril de 1893. Cronologicamente, o primeiro caso de Holmes, do tempo em que cursava a universidade.
5. O Ritual Musgrave (The Musgrave Ritual) - Maio de 1893. Terceiro caso da carreira do detetive, envolvendo o sumiço de um mordomo que teria decifrado um documento da família Musgrave.
6. O Enigma de Reigate (The Reigate Puzzle) - Junho de 1893. Na zona rural de Reigate, no Surrey, as casas de duas famílias, entre as quais existe um conflito de terras, são assaltadas, aparentemente pelos mesmos bandidos.
7. O Corcunda (The Crooked Man) - Julho de 1893.  Holmes investiga a morte do coronel Barclay, aparentemente assassinado pela esposa.
8. O Paciente Internado (The Resident Patient) - Agosto de 1893. O Dr. Percy Trevelyan procura Sherlock Holmes por conta de um paciente muito suspeito que visitou a sua clínica.
9. O Intérprete Grego (The Greek Interpreter) - Setembro de 1893.  O sr. Melas, um grego que trabalha como intérprete, é contratado para um estranho serviço: interrogar um outro grego mantido prisioneiro numa casa distante.
10. O Tratado Naval (The Naval Treaty) - Outubro / Novembro de 1893. História do sumiço misterioso de um importante documento diplomático.
11. O Problema Final (The Final Problem) - Dezembro de 1893. O embate épico entre Sherlock Holmes e o gênio do crime Professor Moriarty.